# Tỉnh ủy Lai Châu
Tỉnh ủy Lai Châu hay còn được gọi Ban chấp hành Đảng bộ tỉnh Lai Châu, hay Đảng ủy tỉnh Lai Châu. Là cơ quan lãnh đạo cao nhất của Đảng bộ tỉnh Lai Châu giữa hai kỳ đại hội đại biểu Đảng bộ tỉnh.
Đứng đầu Tỉnh ủy là Bí thư Tỉnh ủy và thường là Ủy viên Ban chấp hành Trung ương Đảng. Bí thư Tỉnh ủy Lai Châu hiện nay là Giàng Páo Mỷ.

## Lịch sử
Tháng 8/1945 Cách mạng tháng 8 thành công trên phạm vi cả nước. Tại Lai Châu chỉ có châu Quỳnh Nhai được Đảng và Việt Minh lãnh đạo giành được chính quyền.
Tháng 11/1945, Pháp đưa quân đội trở lại tấn công Lai Châu cũng như châu Quỳnh Nhai. Tháng 3/1948 Liên khu ủy 10 cử "đội xung phong Quyết Tiến" vào Lai Châu để gây dựng cơ sở cách mạng. Sau 2 năm "đội xung phong Quyết Tiến" đã gây dựng được cơ sở cách mạng vững mạnh tại khu vực Tây Bắc.
Trong thời gian này Ủy ban kháng chiến hành chính Liên tỉnh Sơn-Lai chưa đủ điều kiện thực hiện việc thành lập tổ chức Đảng, Liên khu ủy 10 đã quyết định thành lập "tiểu ban Miền núi vận" để nhằm thực hiện nhiệm vụ.
Tháng 7/1949, Bộ Tư lệnh Liên khu 10 cho thành lập đội xung phong Lai Châu (đội vũ trang tuyên truyền tỉnh Lai Châu). Tháng 8/1949, Ban Chấp hành Liên khu 10 cử cán bộ về Lai Châu. Tháng 10/1949, Chính uỷ Liên khu 10 ra quyết định thành lập Chi hội vũ trang Lai Châu.
Sau khi chuẩn bị đầy đủ công tác cách mạng, ngày 10/10/1949, Ban Thường vụ Liên khu uỷ 10 ra Nghị quyết thành lập Ban cán sự Đảng Lai Châu, với nhiệm vụ "gây dựng cơ sở quần chúng tiến tới tập hợp lực lượng, lãnh đạo nhân dân Lai Châu võ trang tranh đấu thu phục lại toàn bộ đất đai thực dân Pháp và tay sai chiếm đóng".
Trong thời gian 1949-1954, Ban Cán sự Lai Châu tiếp tục gây dựng các chi bộ Đảng tại địa phương đồng thời phối hợp với Trung ương Đảng mở các chiến dịch Tây Bắc, Đông Xuân và cuối cùng là chiến dịch Điện Biên Phủ kết thúc chiến tranh lập và lại hòa bình.
Đầu tháng 5/1955, Trung ương Đảng quyết định bỏ cơ quan hành chính cấp tỉnh và thành lập khu tự trị Thái-Mèo. Ban Cán sự Lai Châu sáp nhập vào Khu ủy Tây Bắc. Cuối tháng 12/1962, Quốc hội khoá II đã quyết định thành lập 3 tỉnh: Lai Châu, Sơn La, Nghĩa Lộ. Ban Bí thư Trung ương Đảng cũng chỉ định Ban Chấp hành lâm thời Đảng bộ tỉnh Lai Châu.
Giữa tháng 10/1963, Đại hội Đại biểu Đảng bộ tỉnh Lai Châu lần thứ nhất được tổ chức. Đại hội đã bầu ra Ban Chấp hành Đảng bộ tỉnh và Bí thư Tỉnh ủy.
Quốc hội khoá XI ban hành nghị quyết số 22/2003/QH11, đồng thời Bộ Chính trị ra Quyết định số 878 QĐNS/TW ngày 25/12/2003 về việc chia tách tỉnh Lai Châu và thành lập Đảng bộ, chỉ định Ban chấp hành lâm thời Đảng bộ tỉnh Lai Châu mới. Theo đó tỉnh Lai Châu được tách thành tỉnh Điện Biên và tỉnh Lai Châu mới. 

## Tổ chức
- Các cơ quan, ban Đảng:
  - Ban Tổ chức Tỉnh ủy
  - Ban Tuyên giáo và Dân vận Tỉnh ủy
  - Ủy ban Kiểm tra Tỉnh ủy
  - Văn phòng Tỉnh ủy
  - Báo Lai Châu
  - Trường Chính trị tỉnh
- Các Đảng uỷ trực thuộc Tỉnh ủy:
  - Đảng ủy Công an tỉnh
  - Đảng ủy Quân sự tỉnh
  - Đảng ủy các cơ quan Đảng tỉnh
  - Đảng ủy UBND tỉnh
  - Thành ủy Lai Châu
  - Huyện ủy Mường Tè
  - Huyện ủy Phong Thổ
  - Huyện ủy Sìn Hồ
  - Huyện ủy Tam Đường
  - Huyện ủy Than Uyên
  - Huyện ủy Tân Uyên
  - Huyện ủy Nậm Nhùn

## Đại hội Đại biểu Đảng bộ
| Đại hội Đại biểu Đảng bộ | Lần thứ | Thời gian            | Đại biểu                    | Đảng viên Đảng bộ | Bí thư                                      | Ủy viên cấp ủy                              |
| ------------------------ | ------- | -------------------- | --------------------------- | ----------------- | ------------------------------------------- | ------------------------------------------- |
| Tỉnh Lai Châu            | I       | 15-21/10/1963        | 112 chính thức 6 dự khuyết  | ~4750             | Trần Quốc Mạnh                              | 19 chính thức 3 dự khuyết                   |
| Tỉnh Lai Châu            | II      | 28/3-5/4/1970        | 143 chính thức 13 dự khuyết | ~7000             | Nguyễn Văn Xã                               | 20 chính thức 3 dự khuyết                   |
| Tỉnh Lai Châu            | III     | 26/4-1/5/1975        | 159 chính thức 3 dự khuyết  | ~8000             | Nguyễn Văn Xã                               | 23 chính thức 5 dự khuyết                   |
| Tỉnh Lai Châu            | IV      | vòng 1 11-20/11/1976 | 200 chính thức 20 dự khuyết | ~9000             | Bầu đại biểu tham dự Đại hội Đảng toàn quốc | Bầu đại biểu tham dự Đại hội Đảng toàn quốc |
| Tỉnh Lai Châu            | IV      | vòng 2 8-12/3/1977   | 200 chính thức 20 dự khuyết | ~9000             | Hoàng Tinh                                  | 31 chính thức 4 dự khuyết                   |
| Tỉnh Lai Châu            | V       | 27-29/10/1980        | 184 chính thức 16 dự khuyết | 10283             | Hoàng Tinh                                  | 37 chính thức 2 dự khuyết                   |
| Tỉnh Lai Châu            | VI      | 20-24/1/1983         | 185 chính thức 15 dự khuyết | ~10500            | Nguyễn Niệm                                 | 39 chính thức 2 dự khuyết                   |
| Tỉnh Lai Châu            | VII     | 8-14/10/1986         | 232 chính thức 8 dự khuyết  | ~11000            | Nguyễn Niệm                                 | 41 chính thức 8 dự khuyết                   |
| Tỉnh Lai Châu            | VIII    | 23-27/9/1991         | 248                         | ~12000            | Nguyễn Niệm                                 | 45                                          |
| Tỉnh Lai Châu            | IX      | 3-6/5/1996           | 249                         | ~14000            | Lò Văn Puốn                                 | 47                                          |
| Tỉnh Lai Châu            | X       | 1-4/1/2001           | 270                         | ~15000            | Trịnh Long Biên                             | 47                                          |
| Tỉnh Lai Châu            | XI      | 14-17/12/2005        | 249                         | ~16000            | Nguyễn Minh Quang                           | 47                                          |
| Tỉnh Lai Châu            | XII     | 22-24/9/2010         | 300                         | ~16000            | Lò Văn Giàng                                | 55                                          |
| Tỉnh Lai Châu            | XIII    | 13-15/10/2015        | 300                         | ~23000            | Nguyễn Khắc Chử                             | 50                                          |
| Tỉnh Lai Châu            | XIV     | 21-23/10/2020        | 299                         | ~29000            | Giàng Páo Mỷ                                | 47                                          |

## Bí thư Tỉnh ủy

### Giai đoạn đầu
| STT | Tên                            | Nhiệm kỳ       | Chức vụ                             | Ghi chú |
| --- | ------------------------------ | -------------- | ----------------------------------- | ------- |
| 1   | Nguyễn Bá Lạc (Trần Quốc Mạnh) | 10/1949-6/1954 | Trưởng ban Ban Cán sự Đảng Lai Châu |         |
| 2   | Hoàng Bắc Dũng                 | 6/1954-5/1955  | Trưởng ban Ban Cán sự Đảng Lai Châu | [ 2 ]   |

### Giai đoạn 1962-nay
| STT | Tên               | Nhiệm kỳ       | Chức vụ                                         | Tên               | Chức vụ                                             | Ghi chú     |
| --- | ----------------- | -------------- | ----------------------------------------------- | ----------------- | --------------------------------------------------- | ----------- |
| 1   | Trần Quốc Mạnh    | 1-10/1963      | Bí thư Tỉnh ủy lâm thời Lai Châu                | Quyết Tâm         | Phó Bí thư Tỉnh ủy lâm thời Lai Châu                |             |
| 1   | Trần Quốc Mạnh    | 1-10/1963      | Bí thư Tỉnh ủy lâm thời Lai Châu                | Nguyễn Văn Xã     | Phó Bí thư Tỉnh ủy lâm thời Lai Châu                |             |
| 1   | Trần Quốc Mạnh    | 10/1963-8/1966 | Bí thư Tỉnh ủy Lai Châu                         | Quyết Tâm         | Phó Bí thư Tỉnh ủy Lai Châu                         |             |
| 1   | Trần Quốc Mạnh    | 10/1963-8/1966 | Bí thư Tỉnh ủy Lai Châu                         | Nguyễn Văn Xã     | Phó Bí thư Tỉnh ủy Lai Châu                         |             |
| 2   | Nguyễn Văn Xã     | 8/1966-3/1977  | Bí thư Tỉnh ủy Lai Châu                         | Quyết Tâm         | Phó Bí thư Tỉnh ủy Lai Châu                         |             |
| 2   | Nguyễn Văn Xã     | 8/1966-3/1977  | Bí thư Tỉnh ủy Lai Châu                         | Lâm Sung          | Phó Bí thư Tỉnh ủy Lai Châu                         | đến 5/1975  |
| 2   | Nguyễn Văn Xã     | 8/1966-3/1977  | Bí thư Tỉnh ủy Lai Châu                         | Hoàng Tinh        | Phó Bí thư Tỉnh ủy Lai Châu                         | từ 5/1975   |
| 3   | Hoàng Tinh        | 3/1977-1/1983  | Bí thư Tỉnh ủy Lai Châu                         | Nguyễn Niệm       | Phó Bí thư Tỉnh ủy Lai Châu                         |             |
| 3   | Hoàng Tinh        | 3/1977-1/1983  | Bí thư Tỉnh ủy Lai Châu                         | Lê Ninh           | Phó Bí thư Tỉnh ủy Lai Châu                         | đến 10/1980 |
| 3   | Hoàng Tinh        | 3/1977-1/1983  | Bí thư Tỉnh ủy Lai Châu                         | Giàng A Páo       | Phó Bí thư Tỉnh ủy Lai Châu                         | từ 10/1980  |
| 4   | Nguyễn Niệm       | 1/1983-12/1994 | Ủy viên Trung ương Đảng Bí thư Tỉnh ủy Lai Châu | Giàng A Páo       | Phó Bí thư Tỉnh ủy Lai Châu                         | đến 9/1991  |
| 4   | Nguyễn Niệm       | 1/1983-12/1994 | Ủy viên Trung ương Đảng Bí thư Tỉnh ủy Lai Châu | Lương Quy Nhân    | Phó Bí thư Tỉnh ủy Lai Châu                         | đến 10/1986 |
| 4   | Nguyễn Niệm       | 1/1983-12/1994 | Ủy viên Trung ương Đảng Bí thư Tỉnh ủy Lai Châu | Lò Văn Inh        | Phó Bí thư Tỉnh ủy Lai Châu                         | từ 10/1986  |
| 4   | Nguyễn Niệm       | 1/1983-12/1994 | Ủy viên Trung ương Đảng Bí thư Tỉnh ủy Lai Châu | Lò Văn Puốn       | Phó Bí thư Tỉnh ủy Lai Châu                         | từ 9/1991   |
| 4   | Nguyễn Niệm       | 1/1983-12/1994 | Ủy viên Trung ương Đảng Bí thư Tỉnh ủy Lai Châu | Nguyễn Văn Chải   | Phó Bí thư Tỉnh ủy Lai Châu                         | từ 9/1991   |
| 5   | Lò Văn Puốn       | 12/1994-1/2001 | Ủy viên Trung ương Đảng Bí thư Tỉnh ủy Lai Châu | Sùng A Vang       | Phó Bí thư Tỉnh ủy Lai Châu                         |             |
| 5   | Lò Văn Puốn       | 12/1994-1/2001 | Ủy viên Trung ương Đảng Bí thư Tỉnh ủy Lai Châu | Trịnh Long Biên   | Phó Bí thư Tỉnh ủy Lai Châu                         |             |
| 5   | Lò Văn Puốn       | 12/1994-1/2001 | Ủy viên Trung ương Đảng Bí thư Tỉnh ủy Lai Châu | Phạm Ngọc Thiểm   | Phó Bí thư Tỉnh ủy Lai Châu                         | từ 9/2000   |
| 5   | Lò Văn Puốn       | 12/1994-1/2001 | Ủy viên Trung ương Đảng Bí thư Tỉnh ủy Lai Châu | Nguyễn Văn Chải   | Phó Bí thư Tỉnh ủy Lai Châu                         | đến 5/1996  |
| 5   | Lò Văn Puốn       | 12/1994-1/2001 | Ủy viên Trung ương Đảng Bí thư Tỉnh ủy Lai Châu | Lò Văn Inh        | Phó Bí thư Tỉnh ủy Lai Châu                         | đến 5/1996  |
| 6   | Trịnh Long Biên   | 1/2001-1/2004  | Ủy viên Trung ương Đảng Bí thư Tỉnh ủy Lai Châu | Phạm Ngọc Thiểm   | Phó Bí thư Tỉnh ủy Lai Châu                         |             |
| 6   | Trịnh Long Biên   | 1/2001-1/2004  | Ủy viên Trung ương Đảng Bí thư Tỉnh ủy Lai Châu | Quàng Văn Binh    | Phó Bí thư Tỉnh ủy Lai Châu                         | từ 11/2001  |
| 7   | Phạm Ngọc Thiểm   | 1/2004-12/2005 | Bí thư Tỉnh ủy lâm thời Lai Châu                | Lò Văn Giàng      | Phó Bí thư Tỉnh ủy lâm thời Lai Châu                |             |
| 7   | Phạm Ngọc Thiểm   | 1/2004-12/2005 | Bí thư Tỉnh ủy lâm thời Lai Châu                | Nguyễn Minh Quang | Phó Bí thư Tỉnh ủy lâm thời Lai Châu                |             |
| 8   | Nguyễn Minh Quang | 12/2005-9/2010 | Ủy viên Trung ương Đảng Bí thư Tỉnh ủy Lai Châu | Lò Văn Giàng      | Phó Bí thư Tỉnh ủy Lai Châu                         |             |
| 8   | Nguyễn Minh Quang | 12/2005-9/2010 | Ủy viên Trung ương Đảng Bí thư Tỉnh ủy Lai Châu | Nguyễn Khắc Chử   | Phó Bí thư Tỉnh ủy Lai Châu                         |             |
| 9   | Lò Văn Giàng      | 9/2010-3/2015  | Ủy viên Trung ương Đảng Bí thư Tỉnh ủy Lai Châu | Nguyễn Khắc Chử   | Phó Bí thư Tỉnh ủy Lai Châu                         |             |
| 9   | Lò Văn Giàng      | 9/2010-3/2015  | Ủy viên Trung ương Đảng Bí thư Tỉnh ủy Lai Châu | Tô Như Sơn        | Phó Bí thư Tỉnh ủy Lai Châu                         | đến 3/2014  |
| 9   | Lò Văn Giàng      | 9/2010-3/2015  | Ủy viên Trung ương Đảng Bí thư Tỉnh ủy Lai Châu | Đỗ Ngọc An        | Phó Bí thư Tỉnh ủy Lai Châu                         | từ 3/2014   |
| 9   | Lò Văn Giàng      | 9/2010-3/2015  | Ủy viên Trung ương Đảng Bí thư Tỉnh ủy Lai Châu | Vũ Văn Hoàn       | Phó Bí thư Tỉnh ủy Lai Châu                         | từ 4/2014   |
| 10  | Nguyễn Khắc Chử   | 3/2015-9/2018  | Bí thư Tỉnh ủy Lai Châu                         | Đỗ Ngọc An        | Phó Bí thư Tỉnh ủy Lai Châu                         |             |
| 10  | Nguyễn Khắc Chử   | 3/2015-9/2018  | Bí thư Tỉnh ủy Lai Châu                         | Vũ Văn Hoàn       | Phó Bí thư Tỉnh ủy Lai Châu                         |             |
| 10  | Nguyễn Khắc Chử   | 3/2015-9/2018  | Bí thư Tỉnh ủy Lai Châu                         | Giàng Páo Mỷ      | Ủy viên Trung ương Đảng Phó Bí thư Tỉnh ủy Lai Châu | đến 8/2018  |
| 11  | Giàng Páo Mỷ      | 9/2018-nay     | Ủy viên Trung ương Đảng Bí thư Tỉnh ủy Lai Châu | Đỗ Ngọc An        | Phó Bí thư Tỉnh ủy Lai Châu                         | đến 2/2019  |
| 11  | Giàng Páo Mỷ      | 9/2018-nay     | Ủy viên Trung ương Đảng Bí thư Tỉnh ủy Lai Châu | Vũ Văn Hoàn       | Phó Bí thư Tỉnh ủy Lai Châu                         |             |
| 11  | Giàng Páo Mỷ      | 9/2018-nay     | Ủy viên Trung ương Đảng Bí thư Tỉnh ủy Lai Châu | Trần Tiến Dũng    | Phó Bí thư Tỉnh ủy Lai Châu                         | đến 5/2023  |
| 11  | Giàng Páo Mỷ      | 9/2018-nay     | Ủy viên Trung ương Đảng Bí thư Tỉnh ủy Lai Châu | Lê Văn Lương      | Phó Bí thư Tỉnh ủy Lai Châu                         | từ 10/2020  |
| 11  | Giàng Páo Mỷ      | 9/2018-nay     | Ủy viên Trung ương Đảng Bí thư Tỉnh ủy Lai Châu | Vũ Mạnh Hà        | Phó Bí thư Tỉnh ủy Lai Châu                         | từ 06/2023  |

## Ban Thường vụ Tỉnh ủy khóa XIV (2020 - 2025)
Ngày 23/10/2020, Đại hội đại biểu Đảng bộ tỉnh lần thứ XIV tiến hành ra mắt Ban Chấp hành, Ban Thường vụ Đảng bộ tỉnh Lai Châu khóa XIV, nhiệm kỳ 2020 - 2025.
| STT | Họ tên                   | Chức vụ hiện nay                                                                                                 |
| 1   | Giàng Páo Mỷ             | Ủy viên Trung ương Đảng, Bí thư Tỉnh ủy, Chủ tịch HĐND tỉnh, Trưởng đoàn Đại biểu Quốc hội khóa XV tỉnh Lai Châu |
| 2   | Vũ Mạnh Hà               | Ủy viên dự khuyết Trung ương Đảng, Phó Bí thư thường trực Tỉnh ủy                                                |
| 3   | Lê Văn Lương             | Phó Bí thư Tỉnh ủy, Chủ tịch Ủy ban nhân dân tỉnh                                                                |
| 4   | Chu Lê Chinh             | Phó Chủ tịch thường trực Hội đồng nhân dân tỉnh                                                                  |
| 5   | Tống Thanh Hải           | Phó Chủ tịch thường trực Ủy ban nhân dân tỉnh                                                                    |
| 6   | Giàng A Tính             | Phó Chủ tịch Ủy ban nhân dân tỉnh                                                                                |
| 7   | Sùng A Hồ                | Chủ tịch Ủy ban Mặt trận Tổ quốc tỉnh                                                                            |
| 8   | Nguyễn Ngọc Vinh         | Chủ nhiệm Ủy ban Kiểm tra Tỉnh ủy                                                                                |
| 9   | Đại tá Nguyễn Viết Giang | Giám đốc Công an tỉnh                                                                                            |
| 10  | Tống Thanh Bình          | Bí thư Thành ủy Lai Châu                                                                                         |
| 11  | Lê Thị Hường             | Trưởng ban Tổ chức Tỉnh ủy                                                                                       |
| 12  | Lê Đức Dục               | Trưởng ban Tuyên giáo và Dân vận Tỉnh ủy                                                                         |
| 13  | Lò Văn Cương             | Trưởng ban Nội chính Tỉnh ủy                                                                                     |
| 14  | Đại tá Đặng Vĩnh Thụy    | Chỉ huy trưởng Bộ Chỉ huy quân sự                                                                                |